# Герб комуни Тімро
Герб комуни Тімро (швед. Timrå kommunvapen) — символ шведської адміністративно-територіальної одиниці місцевого самоврядування комуни Тімро. 

## Історія
Торгове містечко (чепінг) Тімро використовувало в 1955-1970 роках герб з двома соснами у срібному полі. Цей сюжет використовувався ще в 1700-х роках на парафіяльних печатках. Після адміністративно-територіальної реформи з 1 січня 1971 року містечко увійшло до складу нової комуни Тімро. Видозмінений герб цієї комуни зареєстровано 1986 року.

## Опис (блазон)
У золотому полі понижена синя хвиляста балка, з якої виходять дві червоні сосни.

## Зміст
Символи підкреслюють природні особливості комуни.